# Pentagonaster
Genre
Pentagonaster est un genre d'étoiles de mer de la famille des Goniasteridae.

## Liste d'espèces
Selon World Register of Marine Species (26 décembre 2013) : 
- Pentagonaster duebeni Gray, 1847 -- Moitié sud de l'Australie
- Pentagonaster elegans Blake in Blake & Zinsmeister, 1988 †
- Pentagonaster gibbosus Perrier, 1875
- Pentagonaster pulchellus Gray, 1840 -- Nouvelle-Zélande
- Pentagonaster stibarus H.L. Clark, 1914 -- Australie occidentale

ITIS (26 décembre 2013) ne connaît que l'espèce Pentagonaster eximius (synonyme de Ceramaster granularis pour WoRMS).

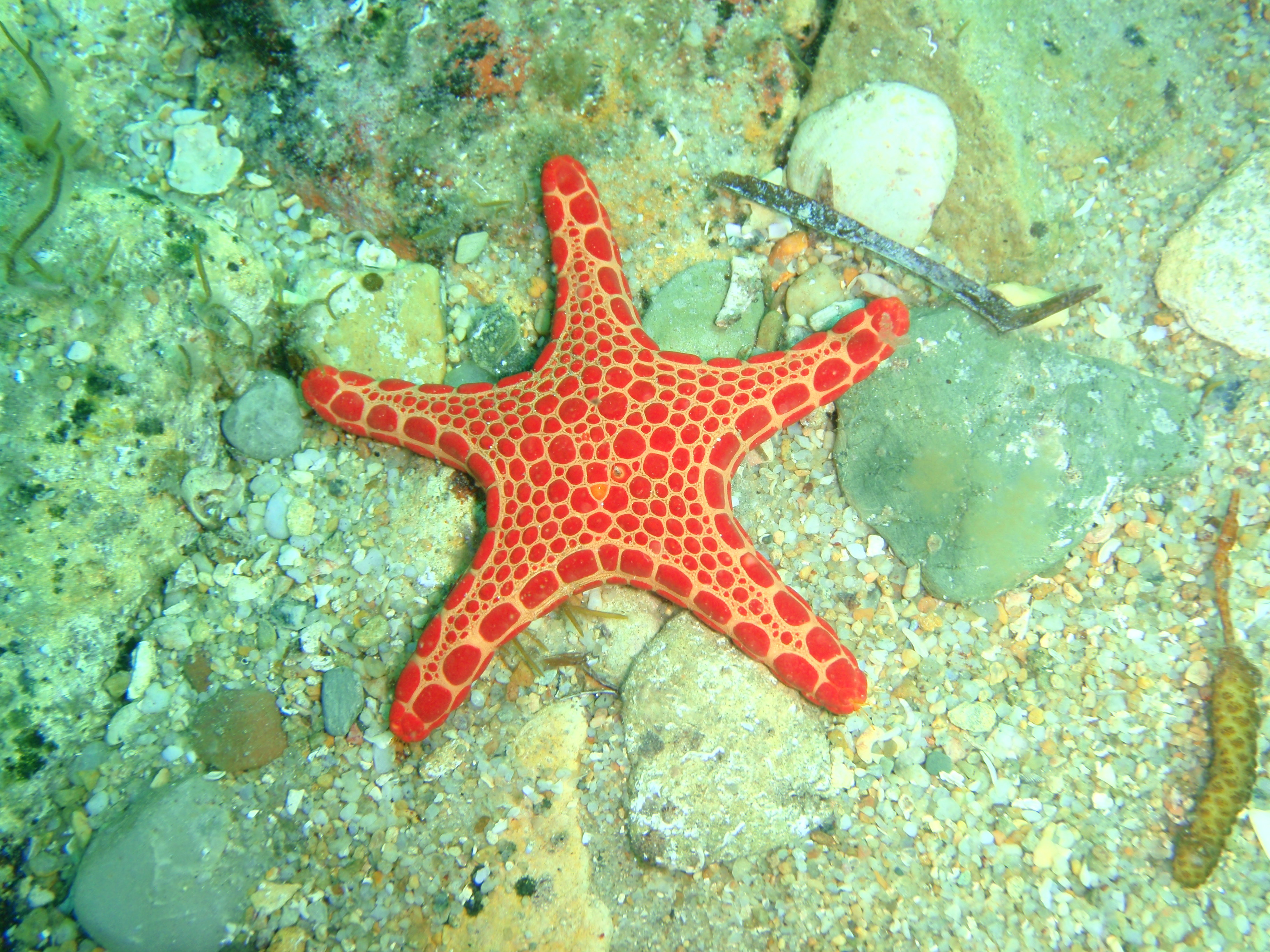
Pentagonaster duebeni
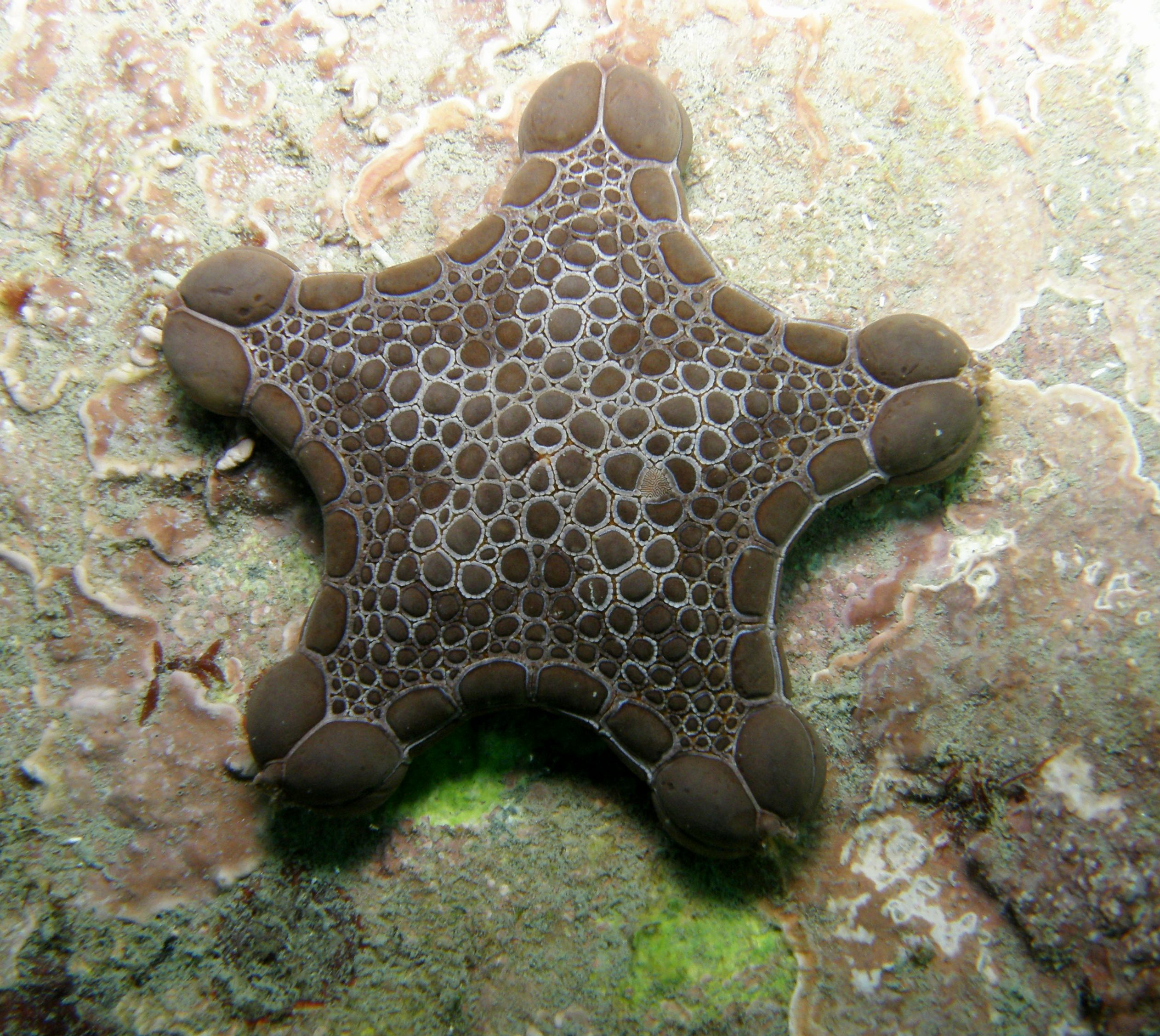
Pentagonaster pulchellus
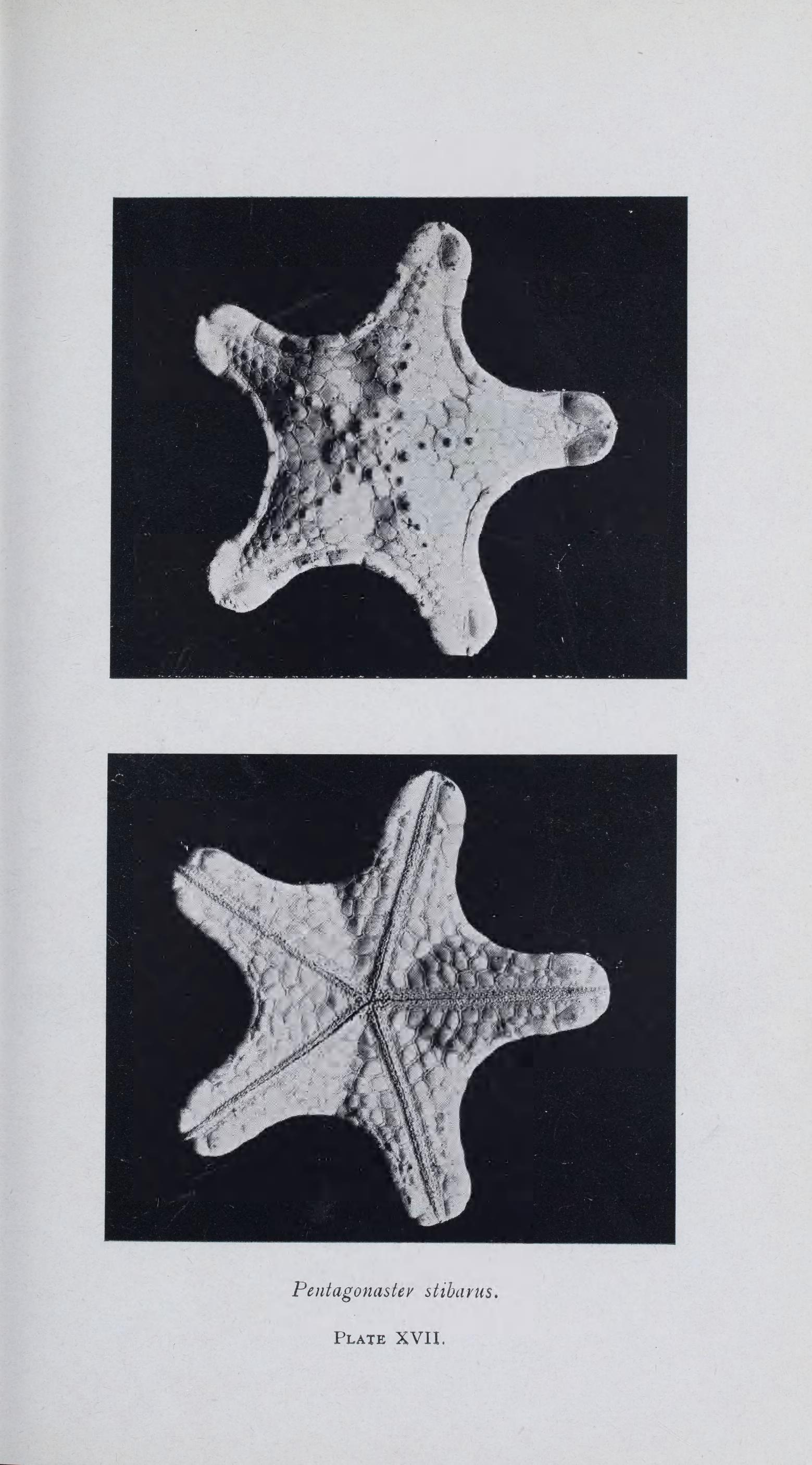
Pentagonaster stibarus